# Foktövi János
Foktövi János (1566 – 1619 és 1625 közt) református lelkész.

## Élete
A tolnai iskolában tanult négy évig, Debrecenben szintén négyig; Szegeden mester volt két évig, azután Veresmarton egy évig; 1592. június 30. Körtvélyesi János református püspök ordinálta Cegléden; azután adácsi prédikátor volt két évig, tököli másfélig, foktövi alig másfélig, pathai egyig, makadi háromig. „Jaj ki sokat bujdostam közbe közbe”, írja hányattatásairól munkájában. Végre 1604-ben Vácra került papnak. Miután könyvében 1619-ben megirja a török szultán esküvését Bethlen Gábornak,  1619-ig bizonyosan élt; de már 1625-ben egy Mihály nevű emberhez került könyve, a ki azt hat dénárért vette; tehát 1619–25. között halt meg vagy távozott el Vácról. Kora tudományának teljes birtokában volt s nagy olvasottságát gyakorlati józansággal párosította. Könyve valóságos tárháza egy sokat látott ember életbölcsességének és széles látkörű tanultságának. Úgy látszik, költői próbálkozást is tett magyarul és latinul, erre mutatnak verstöredékei, melyeket a szövegben közöl és egy nyilatkozata, melyben bevallja próbálkozását.

## Munkái
Az Embör Eletenek I. Eredeteről. II. Termeszetiröl. III. Allapattjarol irattatott Köniw 1614. (kéziratban)